# Cryphoeca
Cryphoeca là một chi nhện trong họ Hahniidae.